# Озерська
Озе́рська (рос. Озёрская) — присілок у складі Лузького району Кіровської області, Росія. Входить до складу Лузького міського поселення.
Населення становить 208 осіб (2010, 208 у 2002).
Національний склад станом на 2002 рік — росіяни 94 %.